# St. Anton (Brüchs)

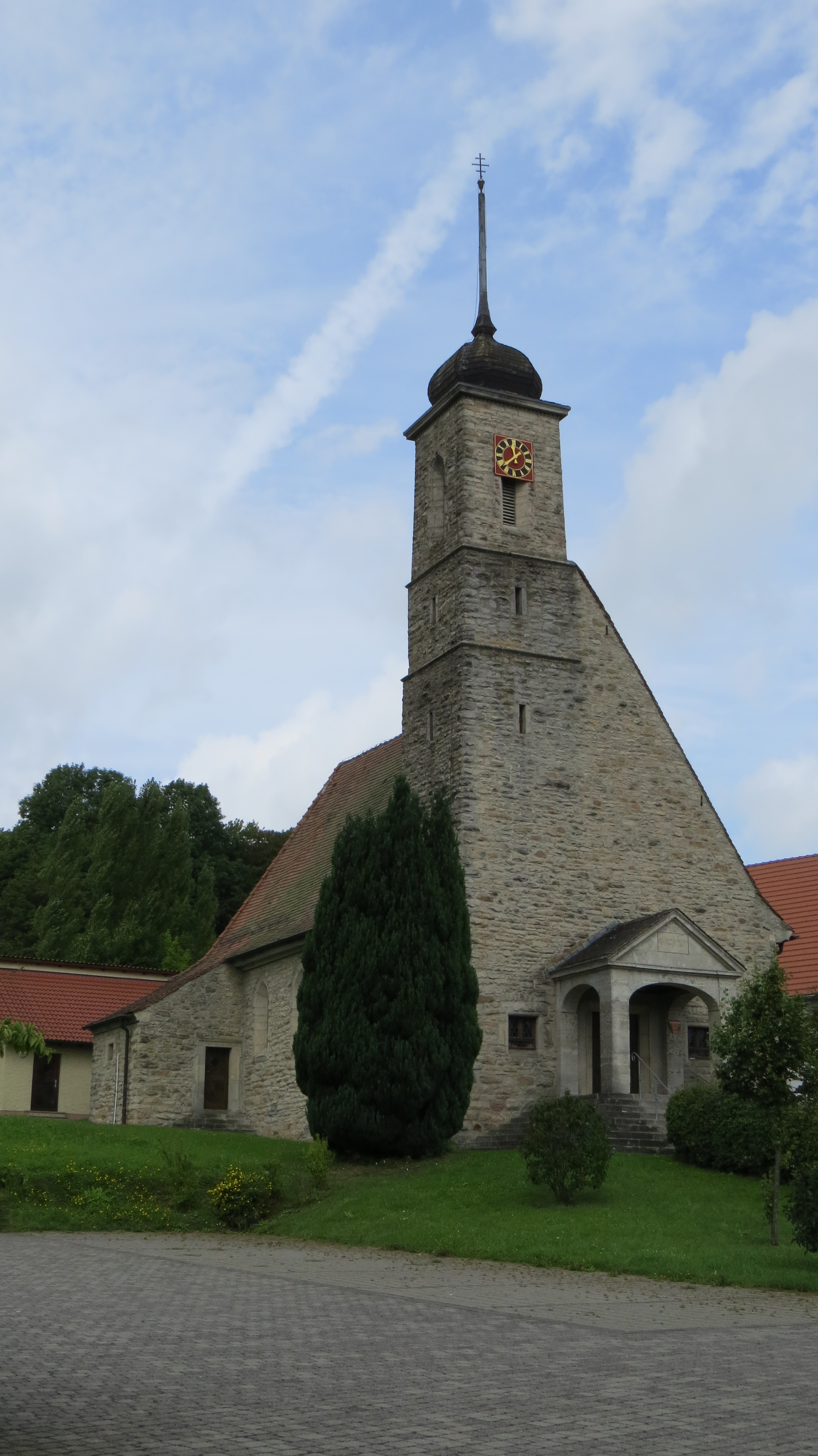
Die Kirche St. Anton in Brüchs

Die römisch-katholische Filialkirche St. Anton ist die Dorfkirche von Brüchs, einem Gemeindeteil der Stadt Fladungen im unterfränkischen Landkreis Rhön-Grabfeld in Bayern. Die Kirche gehört zu den Baudenkmälern von Fladungen und ist zusammen mit der Kirchhofmauer unter der Nummer D-6-73-123-56 in der Bayerischen Denkmalliste registriert. Die Kirche gehört zum Dekanat Rhön-Grabfeld im Bistum Würzburg.

## Geschichte
Die heutige im Jahr 1926 eingeweihte Antoniuskirche befindet sich nur wenige Meter von der ehemaligen Antoniuskirche des Ortes entfernt, die aus dem Jahr 1729 stammt.
Der Neubau von 1926 wurde nach Plänen des in Würzburg geborenen Architekten Fritz Fuchsenberger errichtet, der bereits wenige Jahre zuvor eine ähnliche Kirche in Hundelshausen (Landkreis Schweinfurt) gebaut hatte. Wie in Hundelshausen erhielt die Brüchser Kirche einen asymmetrischen Turm vor der Giebelfassade, der wie auch das Langhaus aus großen Feldsteinen besteht.
In ihrem Inneren ist die im Art déco gestaltete Kirche von einem bunten, beinahe folkloristischen Heimatstil geprägt. Über dem Saalbau befindet sich eine vollständig mit floralen Motiven bemalte Tonnendecke. Die Malereien an der Emporenbrüstung erinnern an die bäuerlichen Malereien der Zeit.
Der Hochaltar ist mit einer Figur des hl. Antonius von Padua aus der Vorgängerkirche ausgestattet und trägt auf der Rückseite die Datierung „1756“. Die Kanzel und der Taufstein stammen ebenfalls aus der Vorgängerkirche. Die von Fuchsenberger gestalteten Seitenaltäre sind in seiner Formensprache gehalten. Sie beherbergen eine Muttergottesfigur aus der früheren Kirche sowie eine Herz-Jesu-Figur, die um das Jahr 1925 entstanden ist. Die Innenausstattung mit den Leuchtkörpern ist zum Großteil original. Auch die Einrichtung der Sakristei stammt aus den 1920er Jahren.